# Желите ли да постанете милионер?
Желите ли да постанете милионер? (енгл. Who Wants to Be a Millionaire?) је квиз пореклом из Уједињеног Краљевства који се емитује у још 106 земаља. Квиз је почео са емитовањем на британској станици ITV 4. септембра 1998. године.
У Србији квиз је свој живот започео 6. маја 2002. на телевизији БК, али је након губитка лиценце те телевизијске куће емитовање квиза прекинуто. 9. априла 2007. квиз поново почиње да се емитује на телевизији Б92. Последња емисија квиза на Б92 приказана је 22. јуна 2009. године. Након краћег периода на мрежи локалних ТВ станица Национална, квиз почиње да се емитује на Првој српској телевизији, 23. марта 2010. године, све до 9. јула 2011. године. Главна награда износила је 5.000.000 динара.
Водитељ квиза био је Иван Зељковић. Први такмичар икада у српском издању квиза је био Александар Обрадовић из Пожаревца, који је освојио 375 000 динара.
Дана 4. августа 2022. најављено је да ће се нова сезона квиза, након више од 10 година паузе, емитовати од 19. септембра на телевизији Нова.
Од 2023. године српска верзија квиза се емитује и на територији Црне Горе на телевизији Вијести.

## Правила квиза
У конкуренцију улазе 10 (у неким страним верзијама 6) такмичара од којих се један бира елиминационом игром под називом "Брзи прсти". Такмичари имају задатак да у што краћем року поставе одређене појмове у тачан редослед. Најбржи такмичар седа у "Врућу столицу" и започиње игру. Његов задатак је да одговори тачно на 15 питања од којих свако има по четири понуђена одговора. Свако питање носи одређену суму. На петом и десетом питању налазе се загарантоване суме. Уколико такмичар да погрешан одговор, осваја само суму која му је последња загарантована. Такмичар може у сваком тренутку одустати пре давања коначног одговора.
Такмичар такође има на располагању четири врсте помоћи:
- Помоћ "пола-пола" компјутер одстрањује два нетачна одговора, остаје један тачан и један насумице изабран нетачан одговор.
- "Помоћ публике" се састоји од тога да публика присутна у студију даје мишљење о тачном одговору притиском на тастер.
- Код помоћи "Позови пријатеља" такмичар може позвати било кога и затражити мишљење о тачном одговору. Разговор је ограничен на 30 секунди.
- Од априла 2007, уводи се нова помоћ, "Замена питања", код које такмичар може питање на које не зна одговор заменити новим. Ова помоћ се може користити након освајања прве загарантоване суме. Ова помоћ је доступна од 2022. године уместо помоћи "Питај публику" за сва питања.

Свака помоћ се може искористити само једном. 
- Од почетка емитовања квиза на Првој српској телевизији, односно почетком 2010. тадашњу четврту помоћ, "Замена питања" заменила је помоћ "Глас народа", код које такмичар може да пита 3 особе из публике. Ова помоћ се може користити након освајања прве загарантоване суме.

Свака помоћ се може искористити само једном.
Време за размишљање је неограничено.

## Српско издање квиза
У Србији квиз је свој живот започео 6. маја 2002. на телевизији БК. Први такмичар икада у српском издању квиза је био Александар Обрадовић из Пожаревца, који је освојио 375.000 динара.

### Нова сезона после 10 година
Прва епизода нове сезоне квиза у Србији је емитована 19. септембра 2022. године, након скоро 10 година паузе. За разлику од последњег емитовања, нема више игре брзи прсти, која је раније одлучивала ко ће сести да одговара, а уместо помоћи публике је убачена помоћ замене питања. Дебитовао је и нови дизајн за шпицу, као и ремиксована позадинска музика за сва питања сем 6. и 7. Помоћ пријатеља је добила "именик" са фотографијама контакта. Прва такмичарка је била Александра Личина, која је у квизу са 12 тачних одговора освојила 640 000 динара.
Нова 14 сезона ће приказивати на јесен 15. септембра 2025.

### Петнаеста питања
Пет такмичара су, закључно са 20. октобра 2023, отворила петнаесто питање у српском издању квиза. Нико од њих није хтео да одговори на то питање, па су освојили суму од претходног 14. питања. Први такмичар који је отворио последње питање за тадашњих 3.000.000 динара је био Слободан Рушпић из Велике Моштанице. Рашко Роб из Панчева је други такмичар који је отворио 15. питање.
- Прво велико такмичење на коме је за репрезентацију наступио Драган Кићановић одиграло се у: (отворио Слободан Рушпић)
- ? (отворио Рашко Роб)
- Група 47 окупљала је? (отворио Агоштон Легвари)
- ? (отворио Предраг Дамњановић)
- За које две области је добио Нобелове награде Линус Полинг? (отворила Саша Томић)

## Награде
Свако питање вреди одређену суму новца. Награде нису кумулативне.
| питање | 2002—2006 (БК) | 2007—2011 (Б92, Фокс, Национална, Прва) | 2022—данас (Нова) |                    |
| ------ | -------------- | --------------------------------------- | ----------------- | ------------------ |
| 1.     | 300            | 500                                     | 1.000             |                    |
| 2.     | 600            | 1.000                                   | 2.000             |                    |
| 3.     | 900            | 1.500                                   | 3.000             |                    |
| 4.     | 1.500          | 2.500                                   | 4.000             |                    |
| 5.     | 3.000          | 5.000                                   | 5.000             | загарантована сума |
| 6.     | 6.000          | 10.000                                  | 10.000            |                    |
| 7.     | 12.000         | 20.000                                  | 20.000            |                    |
| 8.     | 24.000         | 40.000                                  | 40.000            |                    |
| 9.     | 48.000         | 80.000                                  | 80.000            |                    |
| 10.    | 96.000         | 150.000                                 | 160.000           | загарантована сума |
| 11.    | 192.000        | 300.000                                 | 320.000           |                    |
| 12.    | 375.000        | 600.000                                 | 640.000           |                    |
| 13.    | 750.000        | 1.250.000                               | 1.125.000         |                    |
| 14.    | 1.500.000      | 2.500.000                               | 2.500.000         |                    |
| 15.    | 3.000.000      | 5.000.000                               | 5.000.000         | главна награда     |

У српском издању квиза нико није успео одговорити на свих 15 питања и освојити максималан новчани износ. Рекорд квиза са освојених два и по милиона динара постигли су Агоштон Легвари из Бачког Градишта, као и Предраг Дамњановић и Саша Томић из Пожаревца.